# 78 дана
78 дана је српски играни филм редитељке Емилије Гашић из 2024.
Биоскопска дистрибуција је почела 29. августа 2024. 

## Радња
Филм је смештен у 1999. током НАТО бомбардовања СР Југославије. Радња се одвија у малом месту у Србији. Након очевог одласка у војску, сестре Соња, Драгана и Тијана започињу видео дневник на кућној камери. Дани пролазе док снимају мирну природу око себе током ваздушних напада. Ствари почињу да се мењају када тајанствени дечак и његова стидљива, млађа сестра стигну из Београда и уселе се у комшијску кућу. Ускоро, нова пријатељства, први пољупци и прва разочарања замењују страх од бомби.

## Улоге
| Глумац                | Улога               |
| --------------------- | ------------------- |
| Викторија Васиљевић   | Тијана              |
| Тамара Гајовић        | Драгана             |
| Милица Гицић          | Соња                |
| Јелена Ђокић          | Нада                |
| Горан Богдан          | Стефан              |
| Павле Чемерикић       | Младен              |
| Маша Ћировић          | Лела                |
| Андрија Мартиновић    | Бранко Јовановић    |
| Миле Цвијовић         | Миодраг             |
| Даниел Цветковић      | Јован Јовановић     |
| Биљана Константиновић | Добрила             |
| Ивана Симовић         | Андријана Јовановић |